# جاده‌ای به هیچ‌جا
جاده‌ای به‌ هیچ‌جا یا جاده‌ای به‌ ناکجاآباد (به انگلیسی: Road to Nowhere) فیلمی محصول سال ۲۰۱۰ و به کارگردانی مونتی هلمن است. در این فیلم بازیگرانی همچون کلیف دیانگ، وایلون پین، تایج رونیان، شانین سوسامون، دامینیک سوین، جان دیهل، راب کولار، نیک پائول و فابیو تستی ایفای نقش کرده‌اند.